# لويس جورج جريجوري
لويس جورج جريجوري (6 يونيو 1874م - 30 يوليو 1951م) هو أول أمريكيٍ بهائيٍ من أصلٍ أفريقيٍ وعضوٌ بارزٌ في الديانة البهائية. كرّس نفسه لانتشارها في الولايات المتحدة وأماكن أخرى. سافر بشكلٍ خاصٍ إلى الجنوب لنشر دينه، بالإضافة إلى الدعوة إلى الوحدة العرقية.
في عام 1922م، كان أول أمريكيٍ من أصلٍ أفريقيٍ يُنتخب لعضوية المحفل الروحاني المركزي المكون من تسعة أعضاءٍ في الولايات المتحدة وكندا. أُعيد انتخابه لهذا المنصب مرارًا وتكرارًا. كما عمل على نشر البهائية في أمريكا الوسطى والجنوبية.
كان جريجوري من بين المجموعة النخبوية من القادة الأمريكيين الأفارقة المتعلمين الذين أشار إليهم دبليو إي دو بويز باسم " العُشر الموهوبين".
تم تعيين جريجوري بعد وفاته من قبل شوقي أفندي في عام 1951م كأحد أيادي الأمر في الدين البهائي، وهي أعلى رتبةٍ منتسبةٍ في البهائية.

## السنوات المبكرة من حياته

### طفولته ونشأته
وُلِد لويس جورج جريحوري في تشارلستون، بولاية كارولينا الجنوبية، في 6 يونيو 1874م، وهو الابن الثاني لإبينيزار ف. وماري إليزابيث جورج. كان والداه من العبيد الأميركيين من أصل أفريقي الذين تم تحريرهم أثناء الحرب الأهلية.
كانت والدته ماري إليزابيث ابنة ماري باكوت، وهي أفريقيةٌ مستعبدةٌ، وعبدها الأبيض جورج واشنطن دارجان من مزرعة راف فورك في دارلينغتون، بولاية كارولينا الجنوبية. كانت باكوت من الدم الأفريقي بالكامل، وكانت تعاليمها الروحية ملهمةً لجريجوري. تزوجت باكوت من حدادٍ وأصبح بمثابة جدٍ لجريجوري.
في عام 1878م، عندما كان لويس في الرابعة من عمره، توفي والده إبينيزار. نشأ لويس على يد زوج والدته، العقيد جورج جريجوري، الذي قاتل في صفوف جيش الاتحاد. 
حوالي عام 1881م، عندما كان لويس يبلغ من العمر 7 سنواتٍ، شهد إعدام جده بدون محاكمةٍ على يد "حشدٍ من الرجال البيض الملهمين بالكراهية"، ربما أعضاء كو كلوكس كلان الغيورين على نجاحه المالي كحدادٍ. زعمت كاتبة السيرة الذاتية إلسي أوستن أن "المرارة والتشويه اللذين ربما تطورا نتيجةً لهذه التجربة قد تم تفاديهما من خلال صلوات وتعاليم جدته".
في عام 1881م، تزوجت والدة لويس من جورج جريجوري، الذي كان الرجل الحرّ الوحيد من أصلٍ أفريقيٍ، والذي انضم إلى جيش الاتحاد من فرقة 3000 في تشارلستون في ذلك الوقت. ترقى جورج جريجوري إلى رتبة رقيبٍ أول في فوج القوات الملونة رقم 104 بالولايات المتحدة (USCT) بعد تجنيده من قبل الرائد ديلاني، من أصلٍ أفريقيٍ. بعد الحرب، أُطلق عليه شرفًا اسم العقيد جريجوري، وحصلت عائلته على معاش الحرب الأهلية. في هذه المرحلة أخذ لويس جورج جريجوري اسم زوج والدته. بسبب خدمته العسكرية، تم إدخال ابن زوجته لويس جورج جريجوري في مواقف عائليةٍ لتكوين صداقاتٍ مع أطفال ضباط الجيش ذوي الأصول الأوروبية الذين كانوا يزورون المنزل. كان جورج جريجوري أيضًا قائدًا في المجتمع، حيث لعب دورًا مهمًا في جماعة النجارين المتحدة متعددة الأعراق في أمريكا ؛ وعند وفاته في عام 1929م، نشرت الجماعة إعلانًا في صحيفة تشارلستون من خلال مطالبة جميع أعضاء الاتحاد بالحضور، تمكن 1000 شخصٍ من كلا العرقين من الوصول إلى مقبرة اتحاد مونروفيا، حيث لا تزال شواهد قبر جورج وماري إليزابيث قائمةً حتى يومنا هذا.

### تعليمه
أثناء دراسته الابتدائية، التحق لويس جريجوري بمعهد أفيري، أول مدرسةٍ عامةٍ مفتوحةٍ للأطفال الأمريكيين من كلا العرقين، أي من الأصل الأفريقي والأطفال البيض، في تشارلستون. أراد جورج وماري إليزابيث أطفالًا، لكنها فقدت العديد منهم عندما كانوا رضعًا. توفيت ماري إليزابيث في عام 1891م، بعد ثلاثة أشهرٍ من الولادة؛ وتوفي ذلك الطفل بعد ولادته بفترةٍ وجيزةٍ. تخرج جريجوري من معهد أفيري، وألقى خطاب التخرج بعنوان "لا يجب أن تعيش لنفسك وحدك". يكرم معهد أفيري لويس جريجوري بعرض صورته في الصف الدراسي المحفوظ.

### سنوات الجامعة وحياته المهنية
دفع زوج أم لويس جريجوري تكاليف دراسته في عامه الأول في جامعة فيسك في ناشفيل بولاية تينيسي، حيث درس الأدب الإنجليزي. باستخدام مهارات الخياطة التي علمته إياها والدته، تمكن من إدارة التمويل اللازم لإكمال درجة البكالوريوس الخاصة به. وبما أنه لم تكن هناك كليات حقوقٍ تقبله في الجنوب، تابع دراسته إلى جامعة هوارد في واشنطن العاصمة، وهي واحدةٌ من الجامعات القليلة التي تقبل طلاب الدراسات العليا السود، درس القانون وحصل على درجة البكالوريوس في القانون في ربيع عام 1902م. تم قبوله في نقابة المحامين، ومع محامٍ شابٍ آخر، جيمس أ. كوب، افتتحا مكتب محاماةٍ في واشنطن العاصمة. انتهت الشراكة في عام 1906م، بعد أن بدأ جريجوري العمل في وزارة الخزانة الأمريكية. في عام 1904م، تم إدراج جريجوري كأحد المؤيدين للجنة للاحتفال بذكرى بوكر تي واشنطن. في عام 1906م، شغل جريجوري منصب نائب رئيس جمعية خريجي كلية الحقوق بجامعة هوارد. كان جريجوري منجذبًا إلى حركة نياجرا وكان نشطًا في جمعية بيثيل الأدبية والتاريخية، وهي منظمةٌ زنجيةٌ مكرسةٌ لمناقشة قضايا اليوم، وقد انتُخب نائبًا للرئيس في عام 1907م، ورئيسًا في عام 1909م. وفي الوقت نفسه، كان جريجوري ظاهرًا في الصحف بسبب اهتمامه بالحوادث الناتجة عن العنصرية.

## بصفته بهائيًا

### تعرفه على الدين البهائي
في وزارة الخزانة، التقى جريجوري بتوماس إتش جيبس، الذي نشأت بينهما علاقةٌ وثيقةٌ. على الرغم من أن جيبس لم يكن بهائيًا، إلا أنه شارك معلوماتٍ حول الدين البهائي مع جريجوري، وحضر جريجوري محاضرةً ألقتها لوا جتسنجر، وهي بهائيةٌ بارزةٌ، في عام 1907م. في ذلك الاجتماع التقى مع بولين هانين وزوجها اللذين دعا جريجوري إلى العديد من الاجتماعات الأخرى خلال العامين التاليين، وكان جريجوري متأثرًا كثيرًا بسلوك عائلة هانين والدين البهائي، خاصةً بعد أن أصيب بخيبة أملٍ في المسيحية. ومن بين أوائل الكتب التي قرأها جريجوري حول البهائية كانت هناك طبعة مبكرة من كتاب الكلمات المكنونة، وهي من كتابات بهاءالله، مؤسس البهائية. كما حضر إحدى اللقاءات التي عقدت بين الفقراء في إحدى المدارس، وكان لوجهة نظر البهائية حول الكتاب المقدس والنبوة المسيحية تأثيرٌ كبيرٌ على جريجوري، حيث تعرف على إطارٍ جديدٍ لإعادة صياغة المجتمع. وعندما ذهب آل هانين للحج في عام 1909م لزيارة عبدالبهاء، القائم بإدارة شؤون الدين البهائي آنذاك، في فلسطين، غادر جريجوري وزارة الخزانة وأسس عيادته في واشنطن العاصمة. عندما عاد آل هانين، بدأ جريجوري مرةً أخرى في حضور الاجتماعات المتعلقة بالدين البهائي، وكان المجتمع البهائي الناشئ في واشنطن العاصمة يعقد المزيد والمزيد من الاجتماعات - وخاصةً الاجتماعات التي تدمج بين السود والبيض لآل هانين وبعض الآخرين. في 23 يوليو 1909م، كتب جريجوري إلى عائلة هانين أنه أصبح من أتباع الديانة البهائية:
لقد راودني أنني لم أغتنم الفرصة أبدًا لأشكرك بشكلٍ خاصٍ على كل لطفك وصبرك، والذي تُوّج في النهاية بقبولي الحقائق العظيمة للعقيدة البهائية. لقد أعطاني مفهومًا جديدًا تمامًا للمسيحية وللدين بأكمله، ومعه يبدو أن طبيعتي كلها تغيرت للأفضل... إنه دينٌ سليمٌ وعمليٌ، يلبي كافة احتياجات الحياة المتنوعة، وأتمنى أن أعتبره دائمًا ممتلكاتٍ لا تُقدر بثمنٍ.

### أولى إقداماته
في هذه المرحلة، بدأ جريجوري في تنظيم اجتماعاتٍ للدين البهائي أيضًا، بما في ذلك اجتماعًا تحت رعاية جمعية بيثيل الأدبية والتاريخية، وهي منظمةٌ زنجيةٌ كان رئيسًا لها سابقًا. وكتب أيضًا إلى عبدالبهاء، الذي ردّ على جريجوري بأنه كان لديه توقعاتٍ عاليةً من جريجوري في مجال توطيد الروابط العرقية. طلب آل هانن من جريجوري حضور بعض الاجتماعات التنظيمية للمساعدة في التشاور بشأن الفرص المتاحة للدين البهائي. ومن خلال مثل هذه اللقاءات، أصبحت الجوانب العملية للانخراط مع بعض البهائيين واضحةً، في حين أصبحت بالنسبة للآخرين تجربةً جديدةً كان عليهم العمل للتأقلم معها. في نوفمبر 1909م، تلقى جريجوري رسالةً من عبدالبهاء يقول فيها:
آمل أن تصبحوا وسيلةً يتم من خلالها البيض والملونون غَضّ أعينهم عن الاختلافات العرقية والنظر إلى حقيقة الروح الإنسانية، وهي حقيقةٌ عالميةٌ تتلخص في وحدة الجنس البشري.... اعتمدوا قدر المستطاع على الواحد الأحد، واستسلموا لإرادة الله، حتى يمكنكم من أن تشتعلوا مثل الشمعة في عالم البشرية، وتتألقوا مثل النجمة من أفق الحقيقة، وتصبحوا سببًا في إرشاد كلا العرقين. 
في عام 1910م، توقف جريجوري عن العمل كمحامٍ وبدأ فترةً طويلةً من الخدمة، وعقد اجتماعاتٍ وسافر من أجل الدين، وكتب وألقى محاضراتٍ حول موضوع الوحدة العرقية. وقد عقدت بعض الاجتماعات الأولية بالتوازي بين العرقين، إلا أن عبدالبهاء أوضح أن نمو المجتمع يجب أن يكون نحو الاجتماعات المندمجة والتي تضم كلا العرقين معًا. إن حقيقة أن البهائيين البيض من الطبقة العليا آنذاك تمكنوا مرارًا وتكرارًا من تحقيق خطواتٍ نحو الاندماج كانت بمثابة تأكيدٍ لجريجوري على قوة تعاليم الدين البهائي. قام جريجوري، الذي كان لايزال رئيسًا لجمعية بيثيل الأدبية والتاريخية، بترتيب عروضٍ تقديميةٍ من قبل العديد من البهائيين للمجموعة.
بدأ جريجوري رحلةً كبيرةً عبر الجنوب. سافر إلى ريتشموند، فيرجينيا؛ ودورهام وأماكن أخرى في ولاية كارولينا الشمالية؛ وتشارلستون، في ولاية كارولينا الجنوبية، مدينة عائلته وطفولته؛ وماكون، في جورجيا، حيث أخبر الناس عن الدين البهائي. ومن المعروف أنه ألقى محاضراتٍ في قاعة اتحاد النجارين في تشارلستون. اتصل بكاهنٍ واجه الدين في جرين إيكر في ولاية ماين، حيث التقى ميرزا أبو الفضل الكلبايكاني. في تشارلستون، اعتنق ألونسو توين المسيحية؛ وكان محاميًا أمريكيًا من أصلٍ أفريقيٍ وأول بهائيٍ معروفٍ في ولاية كارولينا الجنوبية. لكن تم إيداع توين في مؤسسةٍ عقليةٍ بعد ذلك من قبل والدته وكاهن العائلة، حيث توفي بعد بضع سنواتٍ.
بدأ جريجوري بالمشاركة بشكلٍ أكبر في الإدارة البهائية المبكرة. في فبراير 1911م، انتخب لعضوية لجنة عمل واشنطن التابعة للمحفل، وكان أول أمريكيٍ من أصلٍ أفريقي يشغل هذا المنصب. في أبريل 1911م خدم جريجوري في معهد واشنطن للموسيقى ومدرسة التعبير التابعة لهارييت جيبس مارشال، إلى جانب جورج ويليام كوك من جامعة هوارد وآخرين. تم الإعلان عن المدرسة، وخاصةً في المنشورات السوداء، في العديد من المدن في جميع أنحاء البلاد.

### الحج
في أواخر عام 1910م، دعا عبدالبهاء جريجوري للحج. أبحر جريجوري من مدينة نيويورك في 25 مارس 1911م. سافر برًا عبر أوروبا إلى فلسطين ومصر. وفي فلسطين، التقى جريجوري مع عبدالبهاء، حيث زار أيضًا مرقد بهاءالله ومرقد الباب. وفي مصر التقى بشوقي أفندي. وفي أثناء وجوده في الشرق الأوسط، ناقش قضية العِرق في الولايات المتحدة مع عبدالبهاء والحجاج الآخرين. وقال عبدالبهاء أنه لا يوجد فرقٌ بين الأعراق. خلال هذا الوقت، بدأ عبدالبهاء بتشجيع جريجوري ولويزا ماثيو، وهي حاجّة إنجليزية بيضاء، على التعرف على بعضهما البعض.
بعد مغادرة مصر، سافر جريجوري إلى ألمانيا، حيث تحدّث في عددٍ من التجمعات للبهائيين وأصدقائهم. وعندما عاد إلى الولايات المتحدة، واصل السفر، وخاصةً في جنوب الولايات المتحدة، للحديث عن العقيدة البهائية.
عقد أول اجتماعٍ عامٍ له حول الدين البهائي بعد عودته، ونشر مقالةً باسمه في صحيفة واشنطن بي في نوفمبر، مستوحاةً من عبدالبهاء في بريطانيا في ذلك الشهر. تم انتخابه لعضوية لجنة العمل البهائية في واشنطن.

### في عام 1912م
في أبريل، تم انتخاب جريجوري لعضوية المجلس التنفيذي البهائي الوطني. وقد ساعد خلال زيارة عبدالبهاء للولايات المتحدة، والتي أكد خلالها مرارًا وتكرارًا على تعاليم الدين البهائي ووحدة الجنس البشري؛ واستخدم إشارات باللون الأسود للإعراب عن الجمال والفضائل الإنسانية. انظر رحلات عبد البهاء إلى الغرب .
وقد شكر عبد البهاء جهود جريجوري في عدة مناسباتٍ. كان الأول في 23 أبريل 1912م عندما حضر عبدالبهاء العديد من الفعاليات؛ تحدث أولاً في جامعة هوارد لأكثر من 1000 طالبٍ وأعضاء هيئة التدريس والإداريين والزائرين - وهو الحدث الذي تم الاحتفال به في عام 2009م. حضر حفل استقبالٍ أقامه القائم بالأعمال الفارسي والسفير التركي. في حفل الاستقبال، نقل عبدالبهاء بطاقات أماكن الحضور ليجلس جريجوري، الأمريكي الأفريقي الوحيد، على الطاولة الرئيسية بجانبه.
ألقى عبدالبهاء كلمةً في جمعية بيثيل الأدبية والتاريخية حيث كان جريجوري مشاركًا فيها لفترةٍ طويلةٍ، وشغل منصب الرئيس.
وفي وقتٍ لاحقٍ من شهر يونيو، ألقى عبدالبهاء كلمةً في المؤتمر الوطني للجمعية الوطنية للنهوض بالملونين في شيكاغو، وهو ما أوردته صحيفة الأزمة في تقرير لـ WEB Du Bois .

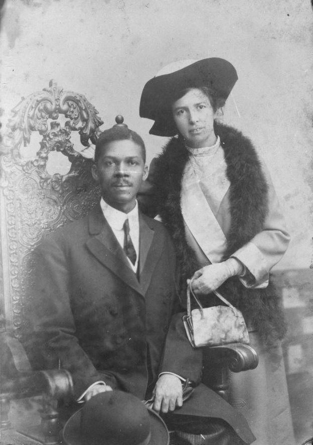
جريجوري ولويزا إيه إم ماثيو جريجوري، من المحتمل أن تكون صورة زواجهما عام 1912م.

توطدت علاقة جريجوري ولويزا ماثيو، وتزوجا في 27 سبتمبر 1912م، ليصبحا أول زوجين بهائيين من أعراقٍ مختلفةٍ. 
عندما رافقت لويزا جريجوري أثناء رحلاته في الولايات المتحدة، واجهتا مجموعةً من ردود الفعل المختلفة. كان الزواج بين الأعراق غير قانونيٍ أو غير معترفٍ به في غالبية الولايات في ذلك الوقت.

### سنوات الخدمة المتعاقبة
ناضل المجتمع البهائي في واشنطن من أجل عقد اجتماعاتٍ مندمجةٍ بين العرقين وإنشاء مؤسساتٍ مندمجةٍ في ربيع عام 1916م. وفي ذلك الصيف تلقوا أولى ألواح عبد البهاء للخطة الإلهية. حصل جوزيف هانن، الذي عمل معه جريجوري في اللجنة، على اللوح الخاص بالجنوب. كان الجمهوريون قد أنشأوا في وقتٍ سابقٍ مرافق متكاملةٍ في العاصمة للحكومة الفيدرالية، لكن انتخاب وودرو ويلسون أدى إلى إدارته للفصل العنصري في العديد من المرافق، لإرضاء الجنوبيين في حكومته.
بحلول شهر ديسمبر/كانون الأول، كان جريجوري قد سافر بين 14 ولايةٍ من الولايات الجنوبية الـ16 المذكورة، وتحدث في الأغلب إلى جمهورٍ من الطلاب، الذين كان القانون يفرض عليهم الفصل العنصري إلى حدٍ كبيرٍ. وبدأ الجولة الثانية في عام 1917م. قامت منظمة NAACP بتأسيس فروعٍ لها في ولاية كارولينا الجنوبية بدءًا من عام 1918م. ولكن منذ عام 1915م، كان هناك إحياءٌ لحركة كو كلوكس كلان، وكانت هناك اضطراباتٌ اجتماعيةٌ أخرى مرتبطةٌ بالتوترات بشأن الحرب العظمى في أوروبا، التي دخلتها الولايات المتحدة في عام 1917م. كان جريجوري يعرف العديد من المنظمين الأوائل للجمعية الوطنية للنهوض بالملونين.
وفي عام 1919م، وصلت بقية رسائل عبدالبهاء. واتخذ من القديس غريغوريوس المنير مثالاً لجهوده في نشر الدين. انتُخب هانن وجريجوري لاحقًا لعضوية لجنةٍ تركز على الجنوب الأمريكي، وركز جريجوري على نهجين - تقديم تعاليم الدين بشأن قضية العرق إلى القادة الاجتماعيين وكذلك إلى عامة الناس - وبدأ رحلته الأكثر شمولاً منذ عام 1919م إلى عام 1921م غالبًا مع روي ويليامز، وهو بهائيٌ أمريكيٌ من أصلٍ أفريقيٍ من مدينة نيويورك. في عام 1920م، عاد أحد الحجاج من زيارة عبدالبهاء مع التركيز على المبادرة بعقد مؤتمراتٍ حول قضايا العرق تسمى "مؤتمرات الصداقة العرقية"، واستشار جريجوري من خلال رسالةٍ حول كيفية البدء. أقيم المؤتمر الأول في مايو 1921م في واشنطن العاصمة.
التقى جريجوري بجوزايا مورس من جامعة كارولينا الجنوبية. ابتداءً من ثلاثينيات القرن العشرين، بدأ العديد من المتحدثين البهائيين في الظهور في الفعاليات الجامعية. طوّر جريجوري صداقةً مع صامويل تشيلز ميتشل، رئيس جامعة كارولينا الجنوبية (1909م-1913م)، وأذعن أن آراء عبدالبهاء التي سمعها في مؤتمر بحيرة موهونك للتحكيم الدولي أثرت عليه في عمله بين الأعراق حتى ثلاثينيات القرن العشرين.
واجه جريجوري أيضًا معارضةً متزايدةً. وفي يناير/كانون الثاني 1921م ألقى كلمةً في كولومبيا، بولاية ساوث كارولينا، حيث حذّر بعض القساوسة الأميركيين من أصلٍ أفريقيٍ من رسالته ودينه. ودعا آخرون جريجوري للتحدث إلى جماعاتهم. كان أحد الوزراء المعارضين له قد ساعد في إرسال أول بهائيٍ معلنٍ في الولاية إلى مؤسسةٍ لعلاج المجانين عقليًا.
في عام 1922م، كان جريجوري أول أمريكيٍ من أصلٍ أفريقي يتم انتخابه لعضوية المحفل الروحاني المركزي للولايات المتحدة وكندا، وهي هيئةٌ مكونةٌ من تسعة أعضاءٍ، وقد انتُخب لها مرارًا وتكرارًا في أعوام 1924م، و1927م، و1932م، و1934م، و1946م. غالبًا ما كانت مراسلاته وأنشطته محل تغطيةٍ في الصحف المحلية في الولايات المتحدة وخارجها.
في عام 1924م، قام جريجوري بجولةٍ حول البلاد لإلقاء العديد من المحاضرات. كان يظهر غالبًا مع آلان لوروي لوك، وهو زميلٌ بهائيٌ ومفكرٌ أمريكيٌ أفريقيٌ بارزٌ في عصر النهضة في هارلم.
توفى والده جورج جريجوري في عام 1929م. لقد مدح جريجوري لعمله وزواجه ومبادئه؛ وقد كان معروفًا بتوزيع منشورات جريجوري. وحضر الجنازة ما يقدر بنحو ألف شخصٍ، حيث قرأ جريجوري الأدعية البهائية.
في ثلاثينيات القرن العشرين، عمل جريجوري في مجال التطورات الدينية الداخلية والدولية. في ديسمبر 1931م، ساعد في بدء صفٍ دراسيٍ للبهائية في أتلانتا. عاش في ناشفيل، تينيسي، لعدة أشهرٍ، حيث عمل مع باحثين من جامعة فيسك. ساعد في تأسيس أول محفلٍ روحانيٍ محليٍ في تلك المدينة.
استجابةً لدعوة شوقي أفندي لتحقيق أهداف ألواح الخطة الإلهية، نظمت لجنة الولايات المتحدة برنامج عملٍ. سافر جريجوري وزوجته لويزا إلى هايتي وعاشا فيها في عام 1934م لترويج الدين. طلبت منهم الحكومة الهايتية المغادرة في غضون أشهرٍ؛ حيث كانت الكاثوليكية هي الديانة السائدة.
في عام 1940م، واجه المجتمع البهائي في أتلانتا صعوباتٍ في عقد اجتماعاتٍ مندمجةٍ تضم العرقين. وكان جريجوري من بين أولئك الذين كلفوا بحل الوضع لصالح عقد اجتماعاتٍ مندمجةٍ. في أوائل عام 1942م، ألقى جريجوري محاضراتٍ في العديد من المدارس والكليات الخاصة بالملونين في فيرجينيا الغربية، وفيرجينيا، وكارولينا. كما خدم في أول لجنةٍ "لتطوير الجمعية"، التي ركزت على دعم ما يلزم لتوسيع الدين في أمريكا الوسطى والجنوبية. في عام 1944م، كان جريجوري عضوًا في لجنة التخطيط لـ "مؤتمر عموم أمريكا"، الذي كان يجذب الحضور من جميع المجتمعات الوطنية البهائية، سواءً في الشمال أو الجنوب. وقد كتب بنفسه تقرير المؤتمر لمجلة أخبار البهائيين الوطنية. سافر من شتاء عام 1944م إلى عام 1945م بين خمس ولاياتٍ جنوبيةٍ.
تناولت الصحف مؤتمرات الصداقة العرقية التي نظمها البهائيون منذ عشرينيات القرن العشرين وحتى خمسينياته، على خلفية القضايا العنصرية المستمرة والعنف في الولايات المتحدة.

### السنوات اللاحقة
في ديسمبر 1948م، أصيب جريجوري بسكتةٍ دماغيةٍ أثناء عودته من جنازة صديقه. وكانت صحة زوجته تتدهور أيضًا، وبدأ الزوجان البقاء بالقرب من المنزل. كانوا يعيشون في مدرسة Green Acre البهائية في إليوت، ماين.
توفي جريجوري عن عمرٍ يناهز السابعة والسبعين في 30 يوليو 1951م، في إليوت، ماين. تم دفنه في مقبرة ماونت بليزانت في إليوت بالقرب من مدرسة جرين إيكر البهائية. بعد وفاته، بحثت زوجته عن الراحة لدى عائلة نوازيت في نيويورك.

## إرثه وتكريماته
- عند وفاته، بعث شوقي أفندي، رئيس الديانة آنذاك، برقيةً إلى المجتمع البهائي الأمريكي يقول فيها:

نأسف بشدةٍ على الخسارة الفادحة للحبيب العزيز، النبيل، ذو القلب الذهبي، لويس جريجوري، الفخر والمثال لأتباع المؤمنين الزنوج. أشعر بشدةٍ بفقدان شخصٍ كان محبوبًا ومُعجبًا به وموثوقًا به من قبل عبدالبهاء. يستحق لقب أول رجلٍ يصبح أياديًا للأمر من عرقه. إن الجيل البهائي الصاعد في القارة الأفريقية سوف يفتخر بذكراه ويقتدي بمثاله. نحثّ بإقامة جلسة ذكرى لحياته في المعبد البهائي، تقديرًا لمكانته الفريدة وخدماته المتميزة. 
- كان جريجوري من بين المجموعة الأولى من المعينين من قبل شوقي أفندي في الرتبة المتميزة المسماة أيادي الأمر. كانت مراسم إحياء ذكرى وفاة جريجوري من بين الأحداث الأولى للبهائيين الوافدين حديثًا والمتحولين الأوائل إلى أوغندا.
- تمت تسمية محطة الإذاعة البهائية WLGI على اسم جريجوري: معهد لويس جريجوري .
- تمت تسمية مدرسة لويس جريجوري الابتدائية في ليسوتو بأفريقيا باسمه.
- يعد متحف لويس ج. جريجوري البهائي في تشارلستون بولاية ساوث كارولينا نصبًا تذكاريًا لحياة وعمل صاحب الاسم نفسه.[36]

## روابط خارجية
- متحف لويس جريجوري
- مشروع لويس جريجوري
- لويس جريجوري في Find A Grave
- مكان دفن السيد جريجوري، إليوت، مين